# تپه قلایا قلعه کتی
تپه قلا یا قلعه کتی مربوط به هزاره اول و دوران‌های تاریخی پس از اسلام است و در شهرستان ساری، بخش مرکزی، روستای پایین رودپشت واقع شده و این اثر در تاریخ ۱ مهر ۱۳۸۲ با شمارهٔ ثبت ۱۰۲۸۶ به‌عنوان یکی از آثار ملی ایران به ثبت رسیده‌است.